# Handbal Combinatie Velsen 1990
HVC '90 is een Nederlandse handbalvereniging uit het Noord-Hollandse Velsen. De club is op 11 april 1990 opgericht en ontstaan uit een fusie tussen HV IJmond en K.I.C.

## Resultaat
- 2002 4e
Eerste divisie A
- 2003 5e
Eerste divisie
- 2004 5e
Eerste divisie
- 2005 8e
Eerste divisie
- 2006
- 2007
- 2008
- 2009
- 2010
- 2011 13e
Eerste divisie
- 2012
- 2013 10e
Tweede divisie A
- 2014
- 2015
- 2016
- 2017
- 2018
- 2019
- 2020
- 2021

- Eerste divisie
- Tweede divisie